# Kefta (pâtisserie)
La kefta est une pâtisserie algérienne sans cuisson, à base de pâte d'amande vanillée, d'une pâte de biscuit moulu et de halva turque. Cette pâtisserie peut contenir plusieurs sortes de fruits secs, tels que les noisettes, les cacahuètes, les noix…

## Origine et étymologie
L'origine de cette pâtisserie provient de la ville d'Alger. Son nom provient du persan signifiant « broyer » ou « moudre ».

## Variantes
La kefta se décline sous une multitude de variétés de goûts et de formes anciennes ou modernes. Parmi ces variétés, on peut citer :
- la kefta aux noix
- la kefta aux amandes
- la kefta à la pistache
- la kefta au chocolat
- la kefta au petit beurre
- la kefta à la galette bretonne
- la kefta au spéculos
- la kefta aux smarties